# János Dudás
János Dudás (né le 13 février 1911 et mort le 28 juillet 1979) fut un footballeur international hongrois, qui évoluait en tant que milieu de terrain.

## Biographie

### Joueur
Il commence par jouer dans l'équipe du MTK Hungária FC jusqu'en 1940. Il va ensuite finir sa carrière dans le club du Csepel SC.
Il est également international avec l'équipe de Hongrie et y joue entre 1935 et 1942. Il participe à la coupe du monde 1934 et 1938. 